# Diporiphora adductus
Diporiphora adductus là một loài thằn lằn trong họ Agamidae. Loài này được Doughty, Kealley & Melville mô tả khoa học đầu tiên năm 2012.